# Irski nogometni savez
Irski nogometni savez (Irs. Cumann Peile na hÉireann, eng. Football Association of Ireland) ili FAI je krovno nogometno tijelo Republike Irske. Često se zabunom miješa sa Sjevernoirskim nogometnim savezom (IFA), koji djeluje samo na području Sjeverne Irske.

## Organizacija
Izvršni odbor FAI-a se sastoji od pet neplaćenih članova koji su ispod predsjednika. U Irskom nogometnom savezu postoji uz izvršni odbor također i vijeće delegata koji glasaju u svim važnim odlukama. Delegati su također iz nekih organizacija vezanih uz FAI-a.
- Provincijski savezi Leinstera, Munstera, Connachta i Ulstera (doduše samo 3 okruga)
- Obrazovne udruge osnovnih škola, srednjih škola i sveučilišta
- Juniorskih nogometnih udruženja
- Ženskog Irskog nogometnog saveza
- Udruženje sudaca
- Irske obrambene sile

Organizacija među ostalim utječe i na: irsku nogometnu reprezentaciju, Irsku Premier ligu te Irsku prvu ligu. Također pod njihovim djelovanjem je i FAI kup, Irski liga kup i Setanta kup. Savez organizira nogometne turnire za sve uzraste, počevši od osnovnoškolaca do veterana.